# Office national des droits d'auteur et des droits voisins
L'Office national des droits d’auteur et des droits voisins (en arabe : الديوان الوطني لحقوق المؤلف والحقوق المجاورة), ONDA en abrégé, est une société algérienne de gestion des droits d'auteur créée en 1973, dont la mission principale est la protection des intérêts moraux et matériels des auteurs ou de leurs ayants droit et des titulaires des droits voisins. 
L'ONDA est considéré comme le premier établissement africain en matière de protection des droits d’auteur.

## Organisation
L'ONDA est géré par un Conseil d'administration composé de 10 artistes adhérents élus pour une période de 4 ans.
Il est composé de 7 commissions :
- La commission de gestion des affaires sociales
- La commission d'identification des œuvres musicales
- La commission de classification des œuvres dramatiques et dramatico-musicales
- La commission « Auteurs »
- La commission « Artistes interprètes »
- Commission chargée de la préservation du patrimoine
- Commission chargée de l’examen des demandes de promotion culturelle

## Prérogatives
Conformément à l'article 5 de la loi algérienne sur les droits d'auteur,  l'ONDA a pour missions :
- La protection des intérêts moraux et matériels des auteurs ou de leurs ayants droit et des titulaires des droits voisins. Cette protection est assurée dans le cadre de la gestion collective ou travers la simple protection. La protection des œuvres du Patrimoine culturel traditionnel et des œuvres nationales tombées dans le domaine public.
- La protection sociale des auteurs et des Artistes interprètes ou exécutants .
- La promotion culturelle, telle que définie à l’article 4[4]. Dans ce cadre, il est chargé :
  - de recueillir les déclarations des œuvres et des prestations littéraires ou artistiques permettant de faire valoir les droits moraux et patrimoniaux des auteurs ainsi que les droits des titulaires des droits voisins nationaux et de leurs ayants droit au stade de l’exploitation publique de leurs œuvres et/ou de leurs prestations tant en Algérie qu'à l'étranger, ainsi que leur protection, conformément à la législation et à la réglementation en vigueur ;
  - de protéger les droits des auteurs et des titulaires des droits voisins étrangers attachés aux œuvres et aux prestations exploitées sur le territoire national dans le cadre des engagements internationaux de l'Algérie, notamment par la conclusion d'accords de représentation réciproque avec les partenaires étrangers similaires ;
  - d'arrêter et d’adapter régulièrement le barème des tarifs de redevance de droit en rapport avec les différentes formes d'exploitation des œuvres et des prestations.
  - de délivrer les autorisations légales et de mettre en œuvre le régime des licences obligatoires liées aux différentes formes d’exploitation des œuvres à travers le territoire national et de percevoir les redevances dues ;
  - de constituer et de mettre à jour les fichiers identifiant le statut des œuvres et des prestations des différents auteurs et titulaires de droits voisins et de leurs ayants droit qu'il gère ;
  - de répartir périodiquement, et au moins une fois par an, aux ayants droit, les redevances perçues après déduction de ses frais de gestion.

Dans ce  cadre, l'ONDA  exerce toutes les attributions lui permettant la prise en charge de ces missions.

## Adhérents
L'ONDA compte 15 000 membres adhérents au niveau national, avec des directions régionales et agences ouvertes à l'Ouest : Oran, Tlemcen, Saïda, Mostaganem, Centre :  Chlef, Blida, Alger,  Tizi Ouzou et l'Est : Béjaïa,  Sétif,  Batna, Constantine, Annaba. 
Les recettes de l'ONDA au titre de l’exercice 2011 s'élevaient à environ 15 milliards de centimes, générées principalement par la perception des droits au niveau national (sonneries de téléphone, publicités, hôtels, etc.). Ses frais de fonctionnement ont atteint la même année 2,5 milliards de centimes, dont 70 % de salaires. La loi de finances précise que l’organisme a bénéficié en 2014 d’une dotation de 12 milliards de centimes.
L'ONDA a versé 367 millions DA au titre des répartitions des droits de reproduction pour des auteurs algériens et étrangers. Cette opération de versement des droits de reproduction (phonogramme et vidéogrammes) pour l'exercice 2015, a concerné 1 382 auteurs, parmi eux 128 étrangers, dont les œuvres (artistiques ou littéraires) sont exploitées par les chaînes de radio et de télévision en Algérie, précise-t-on. Les rémunérations versées aux auteurs et ayants droit proviennent des redevances versées par les « utilisateurs et exploitants publics » de ces œuvres protégées et déclarées auprès de l'ONDA. Quelque 800 artistes seront concernés par une autre opération de versement des régularisation de droit prévue prochainement, indique l'office. Les œuvres du domaine public ont rapporté, par ailleurs, à l'ONDA 44 millions DA. En 2014, l'ONDA a versé 600 millions de DA au profit de 3 127 artistes dans différents domaines artistiques.
Les recettes de l’année 2013 sont de 263 milliards de centimes[réf. nécessaire].

## Lutte contre le piratage
L'ONDA et la DGSN avaient signé en 2012 un protocole de coopération pour la lutte contre l'atteinte à la propriété intellectuelle et artistique, conférant aux officiers de la DGSN et les agents assermentés de l'ONDA les prérogatives d'intervenir dans le cadre de la lutte contre le piratage. 
Des lots de près de 2 millions de supports audio et vidéo (CD et DVD) contrefaits, saisis au cours de l’année 2015,, ont été détruits le 23 mai 2016, dans une opération organisé par l'ONDA, en présence du premier ministre Abdelmalek Sellal,  de quelques membres de du Gouvernement et une pléiade d’artistes, parmi eux les chanteurs Khaled, Cheb Mami, groupe DjurDjura,  Idir, Cheb Bilal, Lounis Aït Menguellet, mais aussi l’écrivaine Ahlam Mosteghanemi, le comédien Mohamed Adjaimi et plusieurs autres figures de l’art et la Culture. 
Par ailleurs, l'ONDA a conclu en 2014 un protocole d'accord avec YouTube, en vertu duquel ce dernier verse à l'ONDA les droits des auteurs algériens au titre de la diffusion de leurs œuvres artistiques sur le site électronique de partage de vidéos.